# جنيفر ميخائيل هيشت
جنيفر ميخائيل هيشت (بالإنجليزية: Jennifer Michael Hecht)‏ هي مؤلفة وفيلسوفة ومؤرخة وكاتِبة وشاعرة أمريكية، ولدت في 23 نوفمبر 1965 في لونغ آيلند في الولايات المتحدة.

## وصلات خارجية
- جنيفر ميخائيل هيشت على موقع ميوزك برينز (الإنجليزية)